# Peter Bruun (Musiker)

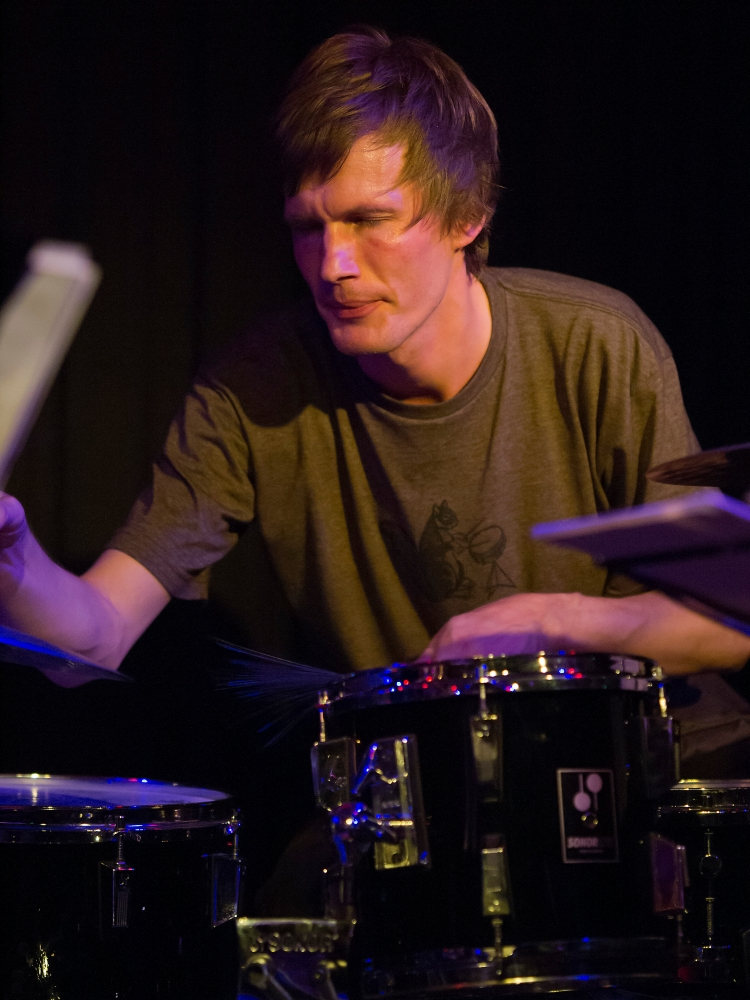
Peter Bruun 2012 im Jazzclub Unterfahrt

Peter Bruun (* 1979 in Kopenhagen) ist ein dänischer Jazzmusiker (Schlagzeug, Perkussion, Komposition).

## Leben und Wirken
Bruun erhielt bereits mit drei Jahren Musikunterricht und wendete sich früh dem Schlagzeug zu. Mit 18 Jahren begann er sein Studium am Rytmisk Musikkonservatorium in Kopenhagen. Er arbeitete ab den 2000er-Jahren in der dänischen und internationalen Jazzszene in den Formationen Mold,  Buffalo Age (Album 2007, mit Chris Speed, Kasper Tranberg, Nils Davidsen), im Trio WBZ (mit Jesper Zeuthen, Jonas Westergaard), im Simon Toldam ORKestra STORK, in der Bigband Little Red Big Bang und im Trio von Django Bates, mit dem er drei Alben aufnahm. 2013 legte er sein Debütalbum Unintended Consequences (ILK Music) vor, an dem Eivind Lønning, Torben Snekkestad, Søren Kjærgaard und Jonas Westergaard mitgewirkt hatten.  Im Bereich des Jazz war er zwischen 2000 und 2014 an 16 Aufnahmesessions beteiligt. Mit seinem Bandprojekt Peter Bruun's All Too Human (mit Kasper Tranberg, Trompete, Kornett, Marc Ducret, Gitarre und Simon Toldam, Synthesizer) nahm er das Album Vernacular Avant-garde (Ayler Records, 2018) auf.

## Diskographische Hinweise

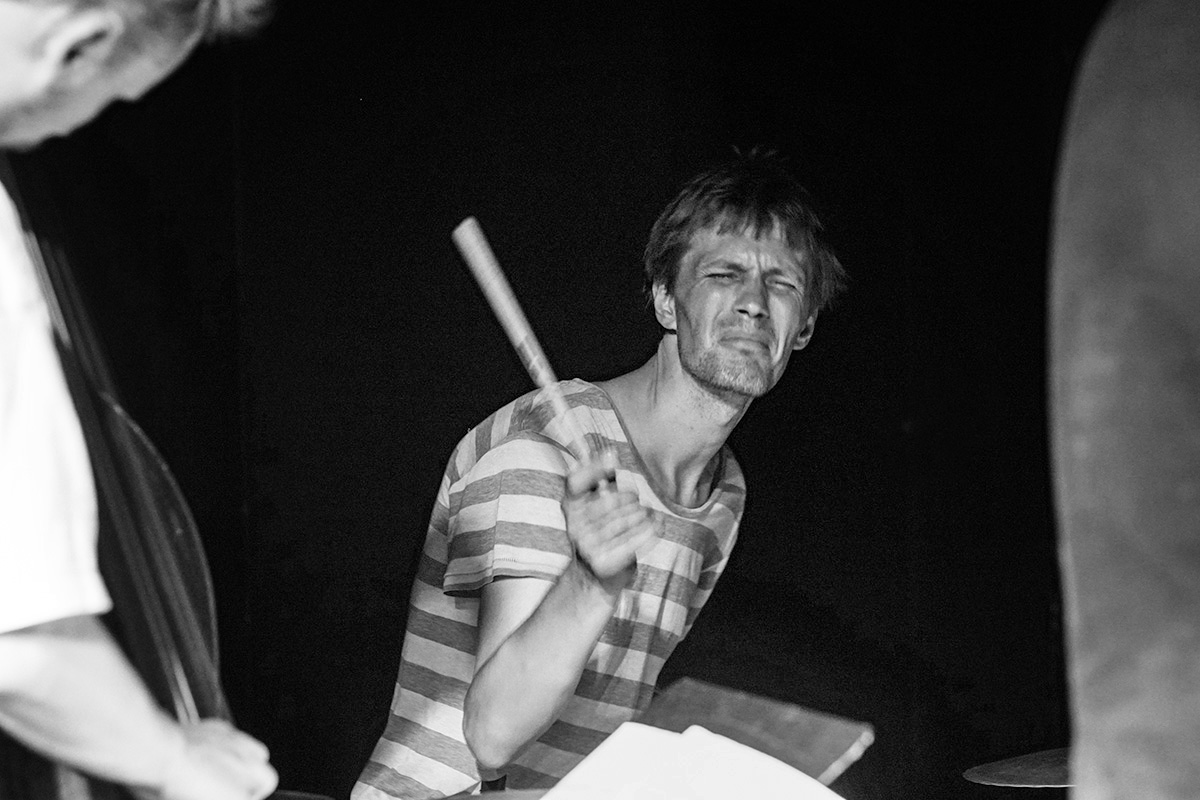
Peter Bruun
Aarhus Jazz Festival 2018

- Mold: Rotten in Rodby (2007), mit Stephan Meinberg, Anders Banke, Mark Solborg
- WBZ: Prima Ballerina (ILK Music, 2007)
- Django Bates: Beloved Bird (Lost Marble, 2009) mit Petter Eldh
- Little Red Big Bang:  Little Red Big Bang (ILK Music, 2011)
- STORK: Stork (ILK Music, 2011)
- Jacob Anderskov: Strings, Percussion & Piano (ILK Music, 2012)
- Mark Solborg Trio Feat. Herb Robertson & Evan Parker: The Trees (ILK Music, 2013)
- Samuel Blaser: Taktlos Zürich 2017 (ECM, 2017), mit Marc Ducret
- Peter Bruun's All Too Human: Vernacular Avant-garde (Ayler Records, 2018), mit Kasper Tranberg, Marc Ducret, Simon Toldam
- All Too Human: Because You're Worth It (ILK Music, 2019), mit Kasper Tranberg, Marc Ducret, Simon Toldam, Petter Eldh, Anders Banke
- Peter Bruun, Søren Kjærgaard, Jonas Westergaard: Thēsaurós (ILK Music, 2023)